# سباستيان هيريرا (لاعب كرة قدم)
سباستيان هيريرا (بالإسبانية: Sebastian Herrera Cardona) هو لاعب كرة قدم كولومبي في مركز الدفاع، ولد في 23 يناير 1995 في Bello, Antioquia ‏ في كولومبيا. لعب مع ديبورتيفو بيريرا.

## وصلات خارجية
- سباستيان هيريرا على موقع قاعدة بيانات كرة القدم.إي يو (الإنجليزية)
- سباستيان هيريرا على موقع Soccerway.com (الإنجليزية)
- سباستيان هيريرا على موقع عالم كرة القدم.نت (الإنجليزية)